# (4872) Grieg
(4872) Grieg es un asteroide perteneciente al cinturón de asteroides, descubierto el 25 de diciembre de 1989 por Freimut Börngen desde el Observatorio Karl Schwarzschild, en Tautenburg, Alemania.

## Designación y nombre
Designado provisionalmente como 1989 YH7. Fue nombrado Grieg en honor al compositor noruego Edvard Grieg en su obra "El precipitado", refleja la áspera belleza del paisaje escandinavo.

## Características orbitales
Grieg está situado a una distancia media del Sol de 2,727 ua, pudiendo alejarse hasta 2,879 ua y acercarse hasta 2,576 ua. Su excentricidad es 0,055 y la inclinación orbital 10,69 grados. Emplea 1645 días en completar una órbita alrededor del Sol.

## Características físicas
La magnitud absoluta de Grieg es 13,1. Tiene 7,599 km de diámetro y su albedo se estima en 0,212.